# Ngaraard
Ngaraard est l'un des seize États qui forment les Palaos. D'une superficie de 36 km2, il est peuplé de 413 habitants en 2015.